# Queue d'Âne (groupe d'artistes)
Pour les articles homonymes, voir Queue d'Âne.
Queue d'Âne (en russe : Ослиный хвост) est un groupe d'artistes de l'avant-garde russe formé en 1911-1912.

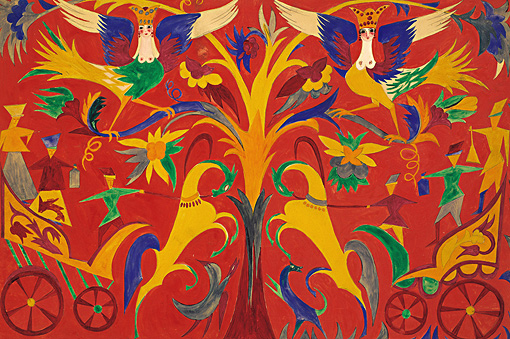
N. Goncharova, Mariage (fin 1910).

Le groupe organise une première exposition le 11 mars 1912 à Moscou. C'est la séparation de Michel Larionov et Nathalie Gontcharoff, du groupe du Valet de Carreau, qu'ils jugeaient trop « cézanniste », trop européen, qui fit se rapprocher les artistes du nouveau groupe. Ces artistes cherchaient leur inspiration en Orient, en Russie, en Ukraine et plaçaient au premier plan des icônes, des enseignes des images populaires, en particulier russes (loubok). Ils constituent une tendance nouvelle appelée « néoprimitivisme ».

## Histoire
La séparation des deux créateurs du nouveau groupe fut annoncée lors de la conférence publique consacrée à l'art contemporain, organisée par David Bourliouk à Moscou, en février 1912. Lors du débat, Michel Larionov accusa David Bourliouk d'être un « disciple décadent de Munich » et les cézanniens, « les laquais de Paris », conservateurs et trop éclectiques. Cette accusation était probablement en rapport avec l'étroite collaboration de Bourliouk avec Vassily Kandinsky et son rôle de lien entre Moscou et Munich, où se développait le groupe expressionniste allemand, Der Blaue Reiter. C'était pourtant David Bourliouk qui avait permis au groupe Der Blaue Reiter de présenter ses œuvres aux expositions du Valet de Carreau en 1911. Quant à Kandinsky, il s'intéressait aux œuvres de Larionov et Gontcharova et les invita à exposer au Blaue Reiter.
Il y eut d'ailleurs une exposition du Blaue Reiter à Munich à la même époque. Non seulement certains participants se trouvaient présents aux deux expositions, mais beaucoup d'entre eux témoignaient d'un même intérêt pour l'art populaire et l'art naïf infantile. Des gravures russes sur bois du XIXe siècle furent même exposées à Munich.
Au-delà de ces dissensions d'ordre personnel, le groupe de la Queue d'Âne voulait affirmer l'existence d'une école russe indépendante et concrétiser la rupture volontaire avec l'Europe. La première exposition s'ouvrit à Moscou, le 11 mars 1912. C'était la première fois que les « quatre grands » étaient réunis : Michel Larionov, Natalia Gontcharova, Vladimir Tatline et Kasimir Malevitch. Mais s'ajoutaient à ceux-ci d'autres artistes tels qu'Alexandre Chevtchenko, Mikhaïl Le Dentu, un historien d'art : Ilia Zdanevitch et d'autres encore.
Kasimir Malevitch présenta 23 œuvres et les trois autres peintres en présentèrent 50 chacun. Des œuvres de Niko Pirosmani étaient également exposées à l'exposition de la Queue d'Âne. Ce peintre d'enseignes autodidacte primitiviste avait été adopté par le groupe futuriste, auquel Larionov se rattachait également.
Marc Chagall n'exposa qu'un seul tableau à cette exposition de 1912 : La Mort (1908), où l'on voit un défunt gisant au milieu d'une petite rue, autour de lui brûlent les cierges, symboles de son âme. Le fait de la présence de Chagall est très significatif. Les aveniriens de Larianov aimaient le néo-primitivisme des toiles de Chagall représentant des artisans juifs et leurs enseignes. Il faut comparer le sujet des œuvres de Chagall de cette époque et celles de Larionov pour se rendre compte de l'influence de ce dernier à cette époque. Ses tableaux sur la vie des soldats forment un cycle qui a influencé le jeune Chagall jusqu'à 1915.
L'exposition fut saluée par des cris d'indignation et les railleries du public et de la presse, confrontés au style néoprimitiviste des exposants.
Malgré le dégoût de ce public, l'influence des arts primitivistes sur l'art russe du XXe siècle fut générale à cette époque en Russie et, à partir de 1910, il n'y a pas une œuvre qui n'en soit marquée.
Les néo-primitivistes ne faisaient en fait que développer et adapter au cadre urbain les vieilles traditions slaves de la campagne. Larionov et Malevitch avaient des origines ukrainiennes et les objets usuels décorés (vêtements, attelages de chevaux, ustensiles de cuisine, instruments de musique) embellissaient leur vie quotidienne depuis leur enfance.
En 1913, Michel Larionov, Mikhaïl Le Dentu et Ilia Zdanevitch créent, au sein de ce mouvement Queue d'âne, un mouvement du toutisme, qui considérait toute œuvre du passé ou du présent digne d'être analysée par les artistes contemporains.
Quant au nom « Queue d'âne » choisi par Larionov pour ce nouveau groupe, il reprend à son compte, par dérision, les invectives lancées par Ilia Répine publiées par la Toison d'or dans ses derniers numéros 11-12, de 1909-1910 : « Ici nous attendait tout l'enfer du cynisme des nullités de l'Occident, de ses hooligans, de ses onagres débridés qui font des courbettes en pleine liberté avec leurs couleurs sur les toiles… » Le même Répine déclare ensuite : « […] c'est de dessous la queue d'un âne que sont nés les tableaux de Cézanne. » Répine visitait une exposition de Vladimir Izdebski (1882-1965), sculpteur, peintre, journaliste, organisateur de divers salons et expositions.

## Natalia Gontcharova

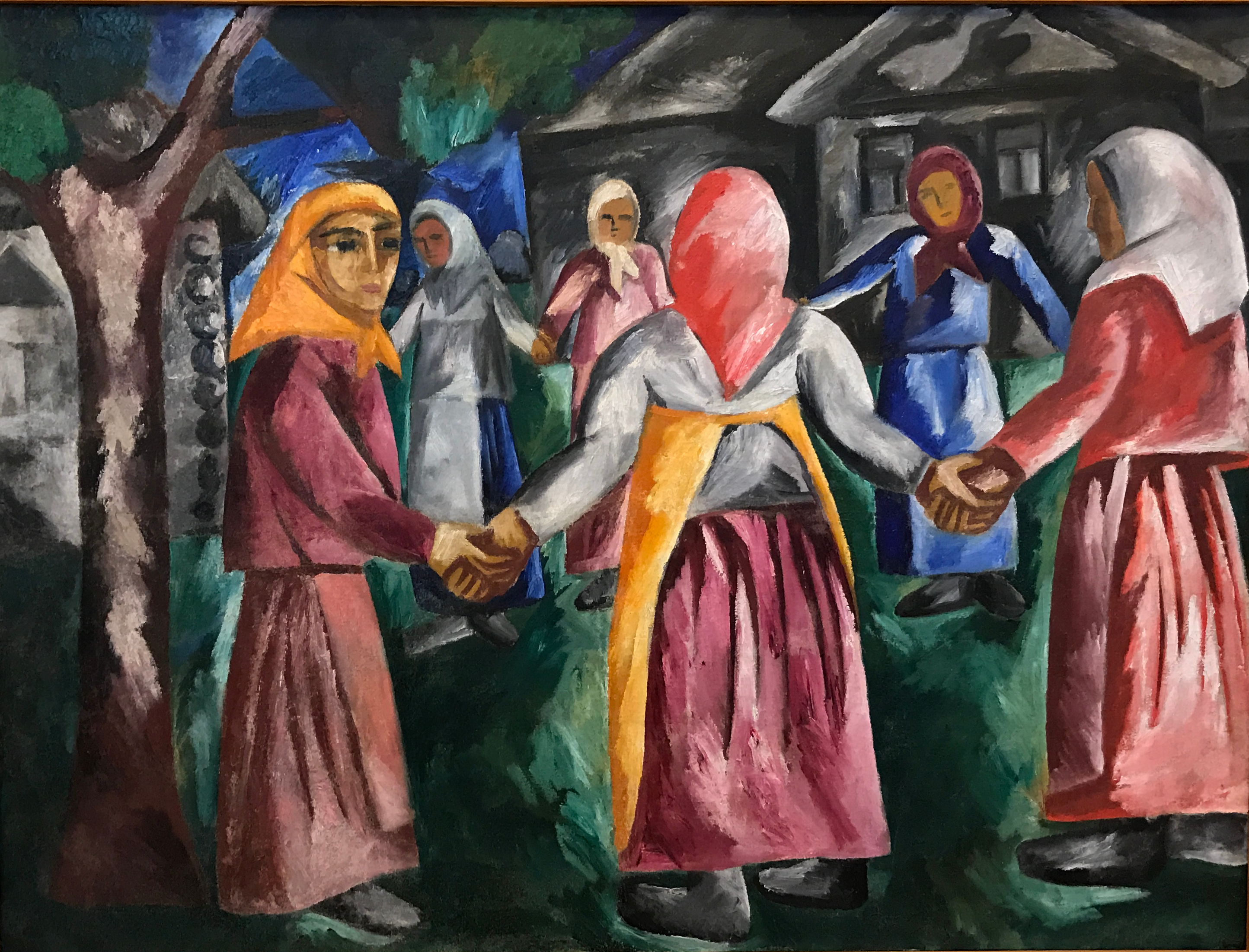
La Ronde (tableau de Natalia Goncharova) 1910

L'artiste Natalia Gontcharova présenta à l'exposition des œuvres récentes de caractère primitiviste, inspirées de scènes de la vie paysanne, ainsi qu'une série de toiles décrites dans le catalogue comme étant « de style chinois, byzantin, et futuriste, et dans le style de la broderie, des gravures sur bois et des traditionnels plateaux décorés russes ».
Certaines des œuvres de Gontcharova furent considérées comme blasphématoires et confisquées par la police. C'étaient des œuvres à sujets religieux, montrées lors d'une exposition intitulée « Queue d'Âne », et comme telle rejetées par la censure.

## Michel Larionov

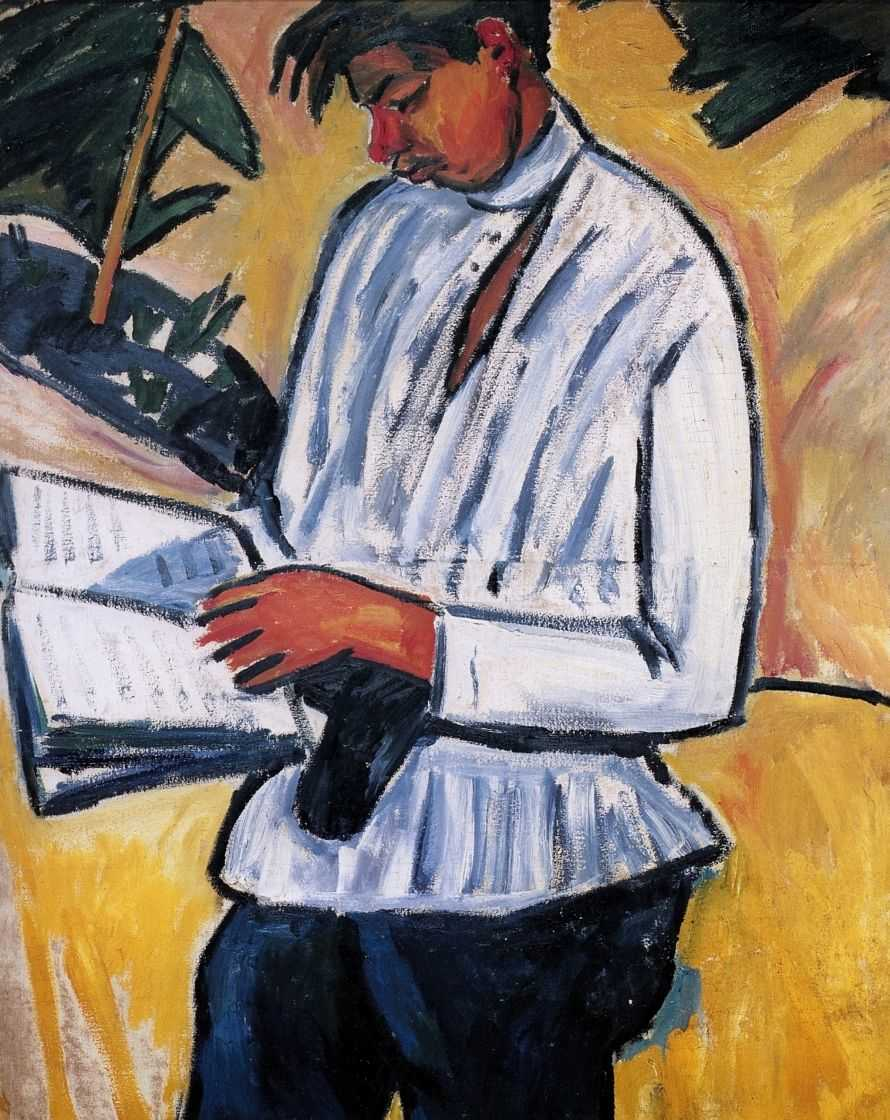
Velimir Khlebnikov, par Michel Larionov (1910).

Les œuvres exposées par Michel Larionov étaient pour la plupart des variations sur le thème du soldat, dans un style primitif infantile. Certaines étaient volontairement obscènes et blasphématoires, mais étaient trop sophistiquées pour attirer le censeur qui avait interdit quelques œuvres de Gontcharova.
Avec Gontcharova et Casimir Malevitch, Larionov constituait le fer de lance des expositions collectives d'artistes russes. Après la « Queue d'Âne » en 1912, il organisa encore l'exposition intitulée « La Cible » en 1913. En 1914, il quitta son pays avec Gontcharova pour rejoindre Serge de Diaghilev et dessiner les décors et les costumes de ses ballets en France.

## Tatline

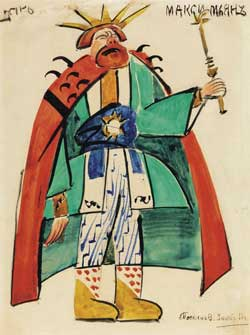
Vladimir Tatline, Le Tsar (1911).

Sur les 50 œuvres que Vladimir Tatline envoya à l'exposition de la « Queue d'Âne » de 1912, il y avait 34 dessins de costumes de théâtre, notamment pour L'Empereur Maximilien et son fils Adolphe. En outre, il exposa des études et des dessins exécutés en 1910-1911, alors qu'il naviguait le long des côtes de Grèce et de Libye.
Étaient également présentées des œuvres datant de l'époque de la fin des études de Tatline à Moscou. Elles témoignent d'un intérêt pour les œuvres de Van Gogh, Cézanne et Michel Larionov.
La collaboration de Tatline avec Larionov et Gontcharova prit fin en 1913. Cet hiver-là, fasciné par les compositions de Pablo Picasso après une rencontre à Paris, il se mit à créer des peintures et des constructions « en relief » en y incorporant des matériaux comme le bois, le verre et le plâtre, jusqu'à effacer la distinction entre peinture et sculpture.

## Malevitch

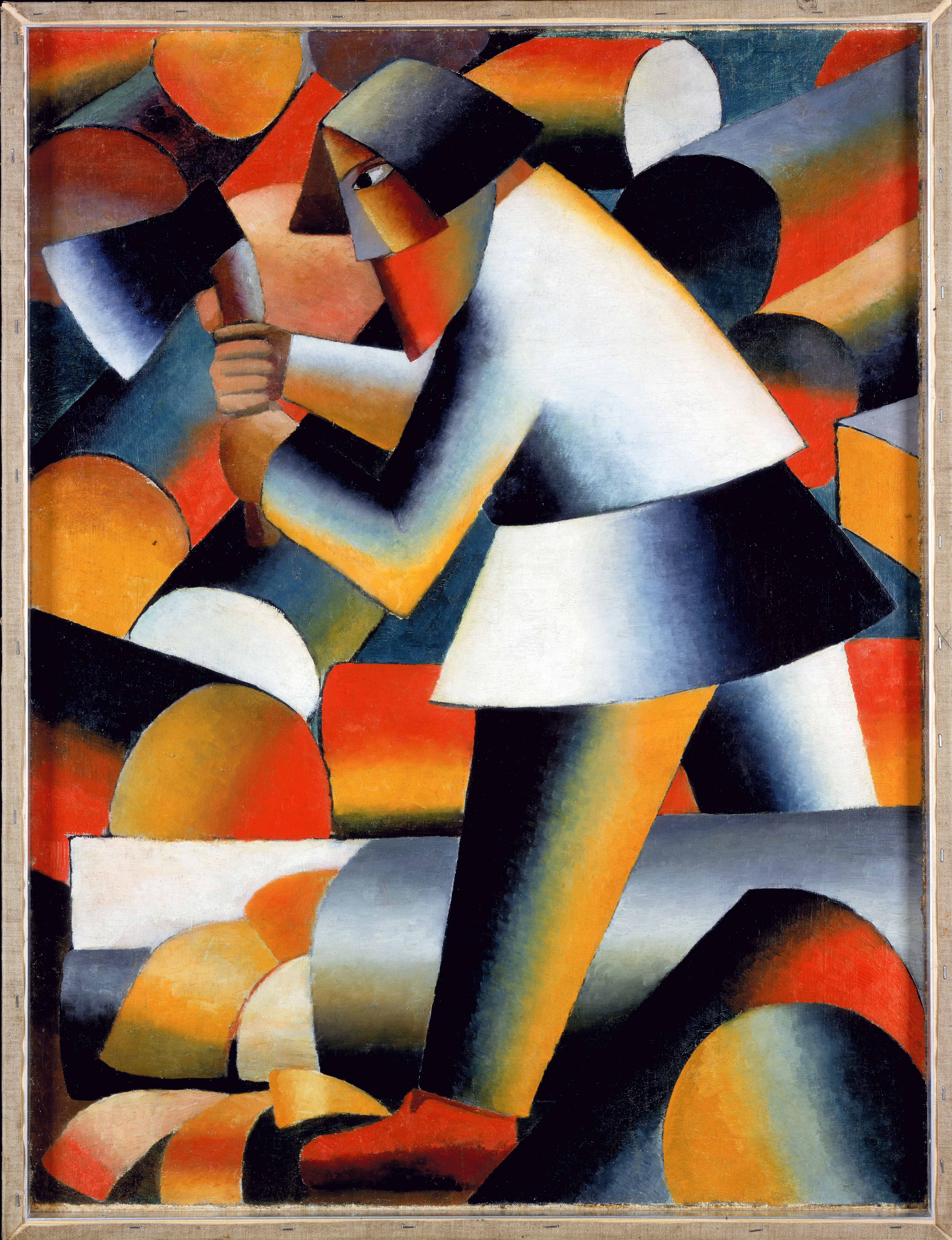
Kasimir Malevitch, Bucheron (1912-1913).

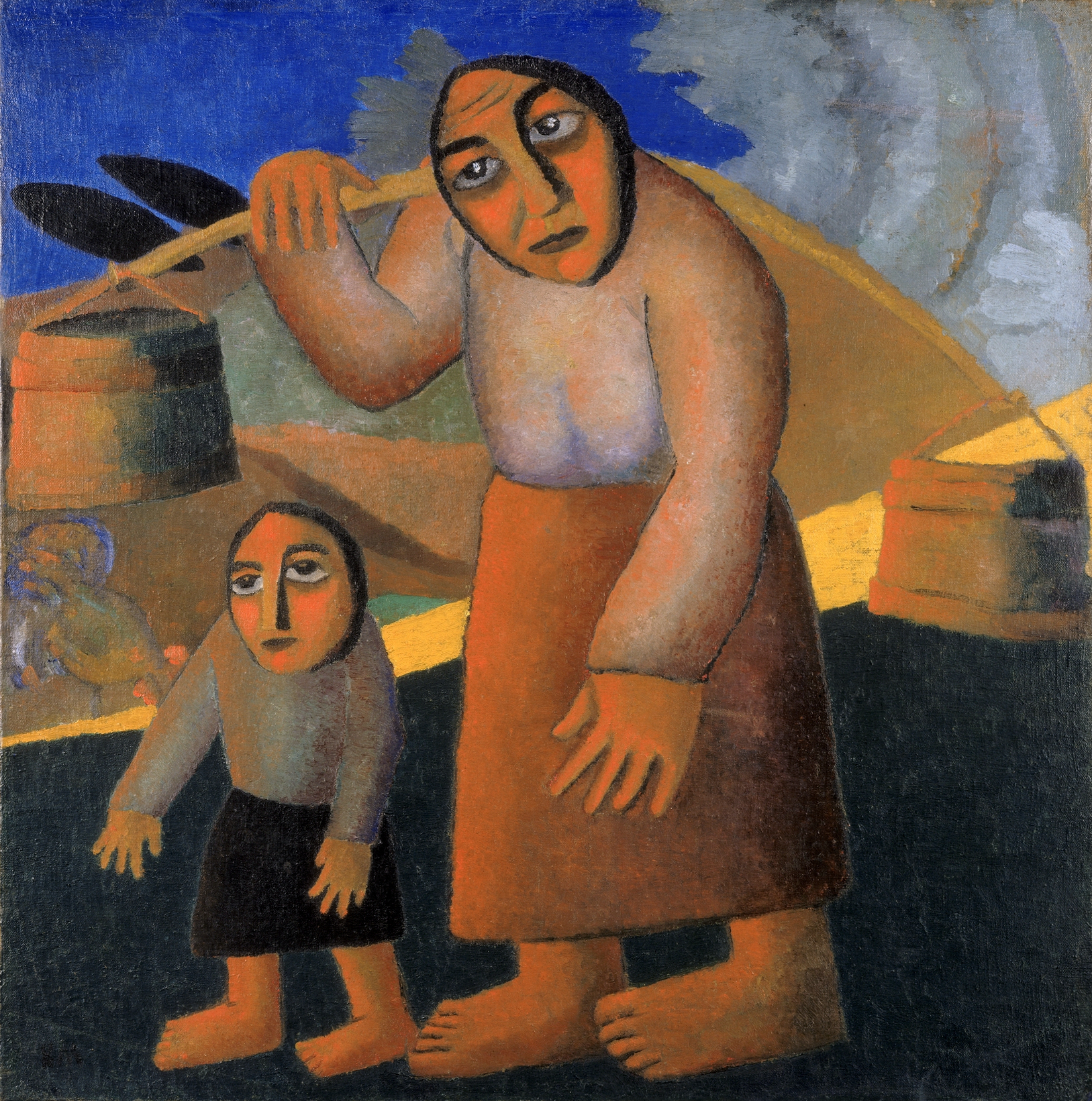
Kasimir Malevitch, Paysanne avec seaux et enfant (1912).

Kasimir Malevitch se situe à cette époque dans sa période primitivo-décorative qu'il abandonnera ensuite pour le suprématisme notamment.
Ce sont de grandes peintures à la gouache figurant des scènes de la vie paysanne qui sont inspirées des sujets chers à Larionov et Gontcharova. Des figures massives, aux mains et aux pieds gigantesques.
Les tableaux de Malevitch envoyés à l'exposition étaient les plus radicaux. Toutes les touches de naturalisme sont éliminées et son œuvre obéit, à cette époque (1911-1912), à un rythme cubo-dynamique soutenu. Les couleurs acquièrent une qualité métallique. La gestuelle des figures stylisées aux formes tubulaires et monumentales prennent un rythme mécanique.
Parmi ses œuvres exposées figuraient La Polka argentine et Le Baigneur, deux œuvres primitivistes majeures, où se conjuguent parfaitement le dynamisme des couleurs et la monumentalité des formes.